# Bermeries
Bermeries ist eine ehemalige französische Gemeinde mit 377 Einwohnern (Stand 1. Januar 2022) im Département Nord in der Region Hauts-de-France. Sie gehörte zum Arrondissement Avesnes-sur-Helpe. Die Bewohner werden Bermeriens und Bermeriennes genannt.
Der Erlass des Präfekten vom 29. Juli 2024 legte mit Wirkung zum 1. Januar 2025 die Eingliederung von Bermeries als Commune déléguée zusammen mit der früheren Gemeinde Amfroipret zur Commune nouvelle L’Orée de Mormal fest.

## Geografie

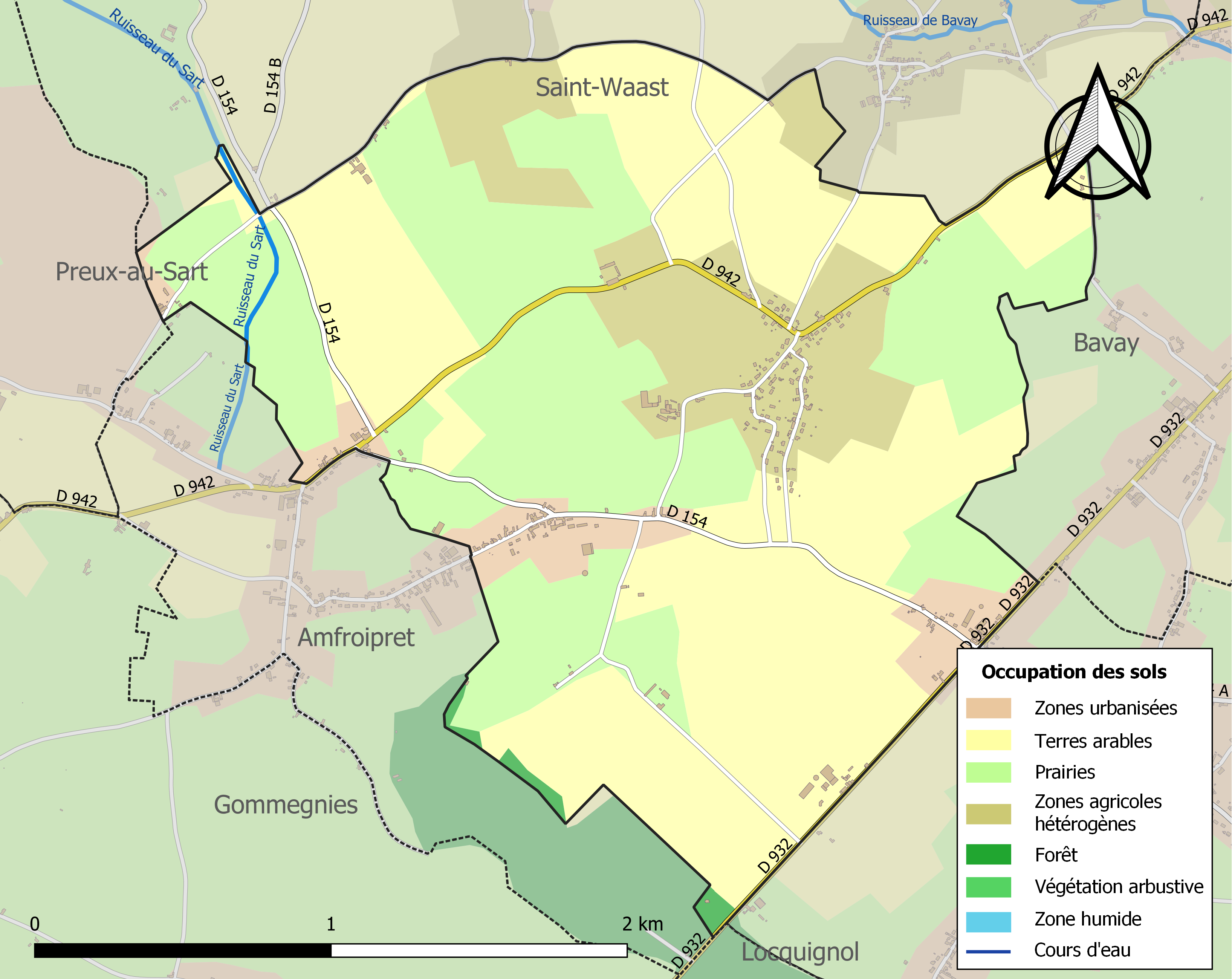
Bodennutzung und Infrastruktur von Bermeries (2018)

Bermeries liegt nahe der Grenze zu Belgien, etwa 18 Kilometer südöstlich von Valenciennes und etwa 15 Kilometer westlich von Maubeuge in der Région naturelle des Avesnois. Das Ortsgebiet gehört zum Regionalen Naturpark Avesnois. Es wird entwässert vom zeitweise trockenfallenden Ruisseau de Cambron, den Flüsschen Amfroipret und Saule sowie vom Ruisseau de Rigofolie. Der Hauptort Bermeries liegt auf einer Höhe von etwa 140 m. Das Relief des Gebiets ist relativ flach mit einer maximalen Erhebung von 153 m im Südosten und einer minimalen Höhe von 125 m beim Austritt des Ruisseau de Cambron aus dem Ortsgebiet.
Teile des Gebiets von Bermeries gehören zu den ZNIEFF-Naturzonen „Complexe bocager de Gommegnies et Jolimetz“ (310013251) und „Complexe écologique de la forêt de Mormal et des zones bocagères associées“ (310013702). Rund 94 % der Fläche von Bermeries werden landwirtschaftlich genutzt, rund 1 % ist bewaldet, rund 5 % entfallen auf bebaute Flächen (Stand: 2018).
Umgeben wird Bermeries von den Nachbargemeinden Saint-Waast im Norden, Bavay im Nordosten, Obies im Südosten und Locquignol im Süden, von der Commune déléguée Amfroipret im Südwesten sowie der Nachbargemeinde Preux-au-Sart im Nordwesten.

## Bevölkerungsentwicklung
| Jahr                       | 1962 | 1968 | 1975 | 1982 | 1990 | 1999 | 2006 | 2013 | 2020 |
| -------------------------- | ---- | ---- | ---- | ---- | ---- | ---- | ---- | ---- | ---- |
| Einwohner                  | 255  | 252  | 236  | 307  | 318  | 305  | 359  | 383  | 376  |
| Quellen: Cassini und INSEE |      |      |      |      |      |      |      |      |      |

## Sehenswürdigkeiten
- Bauernhof Cambron, Fassaden und Dächer der Kapelle und der Gebäude des Hofs seit 1971 als Monument historique eingeschrieben
- Kapelle Notre-Dame-de-Lourdes
- Kapelle Notre-Dame-de-Bon-Secours
- Ein sogenannter Potal, eine in die Umfassungsmauer des Platzes eingefassten Kapelle
- Kriegerdenkmal

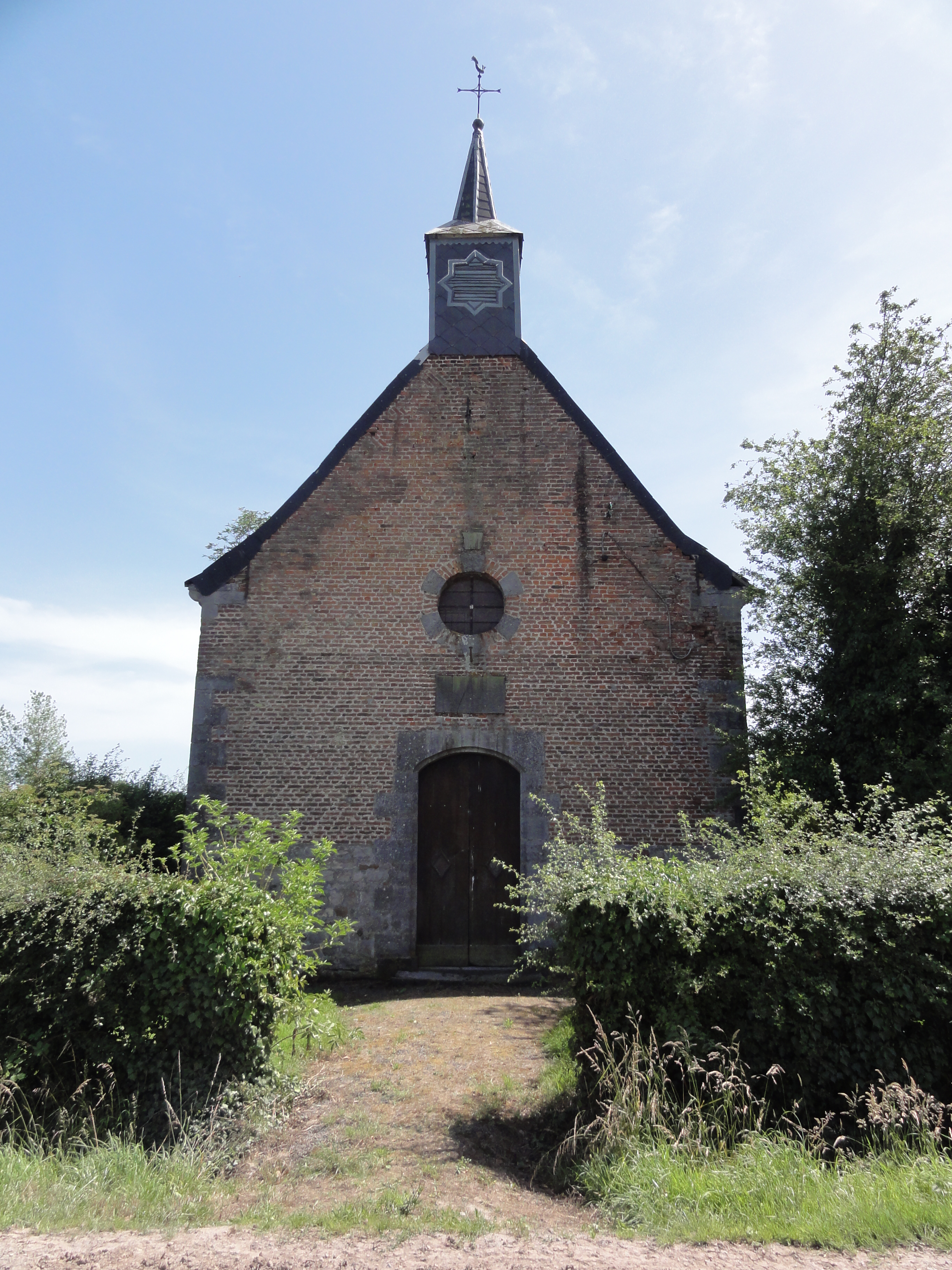
Kapelle Notre-Dame-de-Lourdes
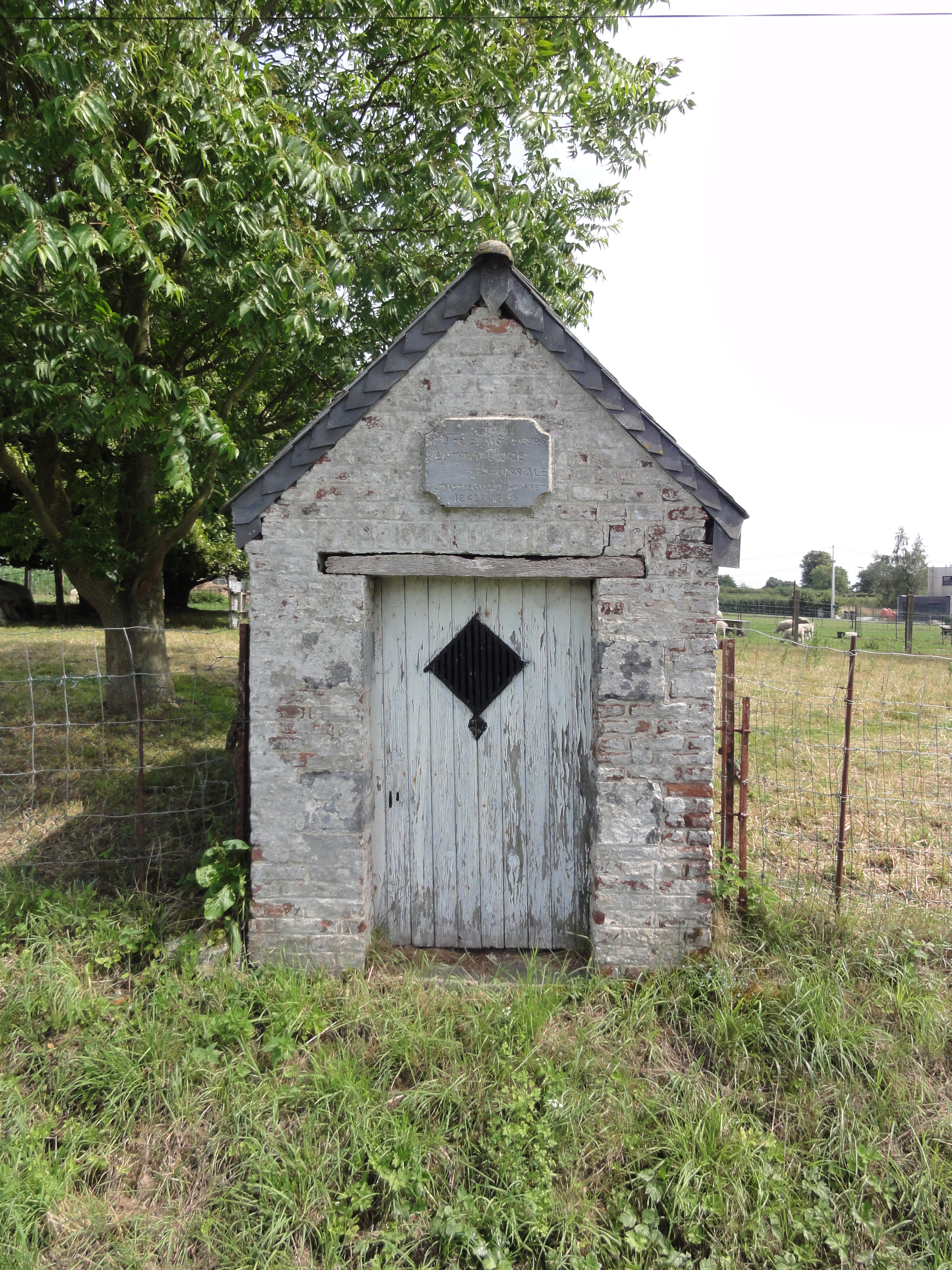
Kapelle Notre-Dame-de-Bon-Secours
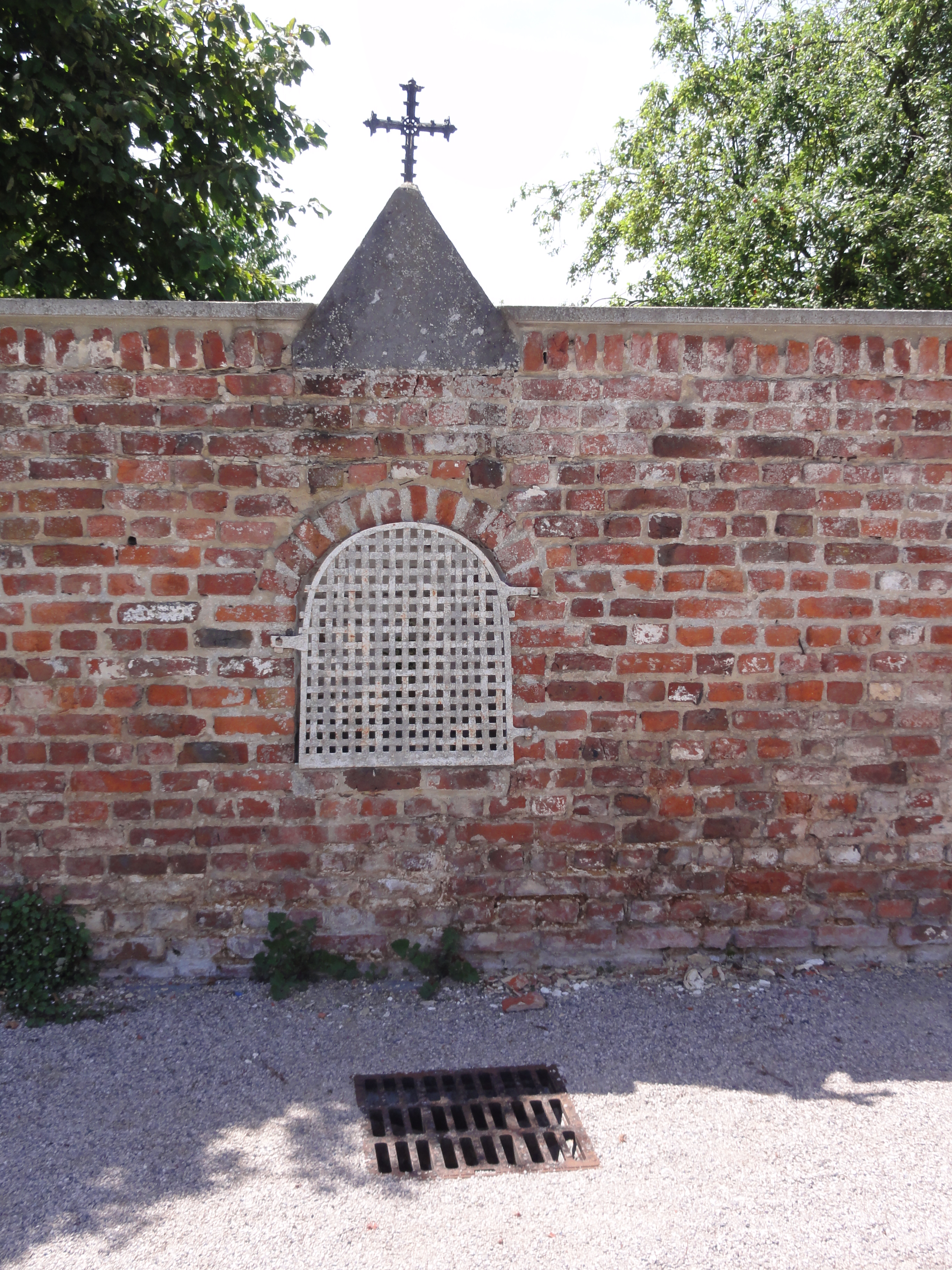
Potal